# Йоан Браницки
Йоан е висш български православен духовник, браницки епископ от 2025 година.

## Биография
Роден на 26 април 1980 година в София, България, със светското име Димитър Христов Пешев.
Завършва основното си образование в 144 Основно училище „Народни будители“ в столицата. Средното си образование получава в Строителния техникум „Христо Ботев“ в София със специалност „Геодезия, картография и фотограметрия“.
През 2004 година е приет за послушник в Руенския манастир „Св. Йоан Рилски“ в село Скрино. На 23 април 2005 година е постриган в монашеска схима от Знеполския епископ Николай, тогава викарен епископ на Софийска митрополия. Въвеждането му в монашески живот е извършено от йеромонах Поликарп, игумен на манастира.
През същата година завършва двугодишния курс на Софийската духовна семинария „Св. Йоан Рилски“. От 2007 година е студент в Богословския факултет на Софийския университет „Св. Климент Охридски“, където завършва бакалавърска степен по богословие през 2011 година.
На 27 януари 2008 г. е ръкоположен за йеродякон в храм „Св. Георги Победоносец“ в София от епископ Йоан Знеполски, викарий на Софийския митрополит. На 18 август 2009 година, на храмовия празник на Руенския манастир, е ръкоположен за йеромонах от същия епископ. Впоследствие е назначен за игумен на манастира.
През 2022 година започва обучение в магистърската програма „Вяра и живот“ към Богословския факултет на Софийския университет и се дипломира през 2023 година с магистърска степен по богословие.
На 9 юли 2024 година, с решение на Светия синод, председателстван от патриарх Даниил Български, е назначен за протосингел на Софийската митрополия. На 14 юли 2024 г., по време на св. Литургия в катедралния храм „Св. великомъченица Неделя“, е удостоен с архимандритско достойнство.
На 13 май 2025 година Светият синод на Българската православна църква – Българска патриаршия, на свое заседание разглежда предложение от Българския патриарх Даниил за наречение и хиротония в епископски сан, както и за назначаването му за първи викарен епископ на Софийския митрополит.
На 1 юли 2025 година в Рилската света обител е ръкоположен за титулярен браницки епископ, викарен епископ на Софийската митрополия. Хиротонията е извършена от патриарх Даниил Български в съслужение с митрополитите Григорий Великотърновски, Гавриил Ловчански, Антоний Западно и Средноевропейски, Серафим Неврокопски, Пахомий Видински и епископите Евлогий Адрианополски, Йеротей Агатополски, Михаил Константийски, Исаак Велбъждски, Мелетий Знеполски и Климент Левкийски.